# Casey Siemaszko
Casey Siemaszko, właśc. Kazimierz Andrew Siemaszko (ur. 17 marca 1961 w Chicago) – amerykański aktor filmowy i telewizyjny polskiego pochodzenia. Brat aktorki Niny Siemaszko. Znany z ról w filmach Punktualnie o trzeciej, Młode strzelby, Powrót do przyszłości, Powrót do przyszłości II oraz Stań przy mnie.

## Filmografia[1]

### Filmy
- Zabić Kennedy’ego (Killing Kennedy) (2013)
- Wrogowie publiczni (Public Enemies) (2009)
- Myszy i ludzie (Of Mice and Men) (1992)
- Powrót do przyszłości II (Back to the Future Part II) (1989)
- Młode strzelby (Young Guns) (1988)
- Biloxi Blues (1988)
- Punktualnie o trzeciej (Three O'Clock High) (1987)
- Stań przy mnie (Stand by me) (1986)
- Tajemniczy wielbiciel (Secret Admirer) (1985)
- Powrót do przyszłości (Back to the Future) (1985)
- Milczące serce (Silence of the Heart) (1984)
- Pułkownik Knox (Hard Knox) (1984)
- Klasa (Class) (1983)

### Seriale
- Elementary  (Elementary) (2012)
- Detektyw Amsterdam (New Amsterdam) (2008)
- CSI: Kryminalne zagadki Nowego Jorku (CSI: NY) (2004)

### Gry komputerowe
- Red Dead Redemption 2 (2018)
- Red Dead Revolver (2004)
- Grand Theft Auto: San Andreas (2004)